# Luxemburgische Eishockeyliga 2000/01
Die Saison 2000/01 war die fünfte Spielzeit der luxemburgischen Eishockeyliga, der höchsten luxemburgischen Eishockeyspielklasse. Meister wurde zum insgesamt fünften Mal in der Vereinsgeschichte Tornado Luxembourg.

## Hauptrunde
|    | Klub               |
| -- | ------------------ |
| 1. | Tornado Luxembourg |
| 2. | Rapids Remich      |
| 3. | IHC Beaufort       |

Sp = Spiele, S = Siege, U = Unentschieden, N = Niederlagen

## Finale
- Tornado Luxembourg – Rapids Remich 14:0